# Елена Зейферт
Елена Зейферт (на руски: Елена Зейферт) е руска филоложка, журналистка, литературна критичка, литературоведка, преводачка, поетеса и писателка на произведения в жанра лирика, детска литература и документалистика.

## Биография и творчество
Елена Зейферт е родена на 3 юни 1973 г. в Караганда, Казахска ССР, СССР. Има руски немски произход от страна на баща си. Родителите на баща ѝ – Мария Джекел и Фридрих Зайферт, са депортирани през 1930 г. в Казахстан от Поволжието. Родителите на майка ѝ – Абрам Апостолов и Роза Дайт също са заселени там. Баща ѝ Иван Зейферт е минен инженер, а майка ѝ Светлана Апостолова е лекар физиолог.
Елена израства в покрайнините на Караганда. От много ранна възраст чете и пише, а на седем години пише поезия и проза. Като ученичка е победител в градски, регионални и републикански олимпиади по различни предмети – литература, руски, немски и казахски езици, биология и др. Първата ѝ публикация е през 1984 г. в списание „Мурзилка“.
В периода 1990 – 1995 г. следва по специалностите „Филолог. Учител по руски език и литература“ и „Учител по класическа литература и латински език“ във Филологическия факултет на Карагандинския държавен университет „Е. А. Букетов“. От втората година на следването ѝ нейни научни разработки са представени на ръководството на факултета и са публикувани. След дипломирането си в продължение на 13 години работи в университета като преподавател.
Първият ѝ поетичен сборник „Расставание с хрупкостью“ (Раздяла с крехкостта) е публикуван през 1998 г. Публикува в списанията „Нов литературен преглед“, „Знаме“, „Октомври“, „Приятелство на народите“, „Литературознание“, „Нова младеж“, „Волга“, „Урал“, „Нева“, и други.
През 1999 г. Елена Зайферт специализира в Казахския национален педагогически университет в Алма-Ата, където защитава дипломна работа за степен на кандидат на филологическите науки по „Теория на литературата“ на тема „Жанр на откъси от руската поезия от първата третина на XIX век“. През 2008 г. защитава докторската си дисертация в Московския университет „Ломоносов“ на тема „Жанрови процеси в поезията на руските германци през втората половина на ХХ – началото на XXI век“.
Работи като редактор и колумнист в „Литературна газета“, като координатор на литературната работа и бакалавърската образователна програма на Международния съюз на германската култура, като главен редактор на литературния и художествен отдел на издателството „МСНК-пресс“ в Москва. От март 2012 г. е професор в катедрата по теоретична и историческа поетика на Руския държавен хуманитарен университет и е ател по теория и литературна история на латинския език. Едновременно в периода 2014 – 2020 г. е водещ специалист по литература в Института за етнокултурно образование. Член е на Съвета за защита на докторски и кандидатски дисертации в Руския държавен хуманитарен университет. Авторка е на над 200 академични статии, включително монографии и учебници.
Публикува множество журналистически и художествени статии в списания. Авторка е на книги за деца. Нейни стихове са преведени на български, немски, арменски, грузински, казахски, таджикски и други езици.
Член е на Международната асоциация на изследователите на историята и културата на руските германци и е главен редактор на списание „Алманах“, който ежегодно публикува литературни материали от главно руско-германски автори (антологии).
Кореспондент и колумнист е на московското списание „Gemeinschaft“, казахстанския вестник „Deutsche Allgemeine Zeitung“, на германски вестници и списания, както и на медийния портал „Gazeta.kz“. Член е на редакционния съвет на списанията „Содружество“ (Москва) и „AMANAT“ (Алмати), алманаха „Гласовете на Сибир“ (Кемерово).
Победителка е в Първия международен волошински конкурс в номинацията „Поема, посветена на Максимилиан Волошин и къщата на поета“ (Коктебел, 2003). Удостоена е с главната литературна награда на федералната провинция Баден-Вюртемберг (Щутгарт, 2010). Лауреат е на VIII Световен поетичен фестивал „Емигрантска лира“ в състезанието на емигрантски поети „Емигрантски вектор“ (Брюксел, Лиеж, Париж, 2016 г.) и е лауреат на първа степен на конкурса за литературна награда „Ехо“ на Съюза на руските писатели за критика и есе (Вологда, 2019).
Тя е организатор, председател и член на журито, на национални и международни литературни състезания, в Русия, Казахстан и Германия.
Прави преводи на немски и български автори, и на поети от народите от ОНД и Русия.
Елена Зейферт живее със семейството си в Москва.

## Произведения

### Художествена литература
- Расставание с хрупкостью. Первая книга стихов (1998)
- Детские боги. Вторая книга стихов (1999)
- Я верю в небо. Третья книга стихов. Вечность вещей. Четвёртая книга стихов. Прозрачность век. Первая книга прозы (2000)
- Малый изборник. Стихи и проза (2002)
- Сухой тополь. Триптих (2002)
- Мир так устроен… (2005) – с Н. Вшивцева; стихове и картини на една тема
- Серия „Стихи. Раскраски“: Вкусные рифмы. Скороговорки для гибкого язычка. Частушки озорного мальчишки. Я и мои проказы. Летний отдых. Машины (2005)
- Веснег. Becher. Стихи и переводы (2009)
- Верлибр: Вера в Liebe. Книга свободных стихов. Das Buch der freien Gedichte (2011)
- Зеркальные чары. Сказка для тех, чья душа похожа на розу без шипов (2011)
- Ладонь цветка. Стихи и проза для детей и подростков. Книга „на вырост“ (2011)
- Namen der Baeume. Имена деревьев. Стихи (2013)
- Потеря ненужного. Стихи, лирическая проза, переводы (2016)
- Сизиф & Кº. Книга прозы (2016)
- Antike Gedichte / Aus dem Russischen Nachdichtung von Wendelin Mangold (2017)
- Spiegelzauber. Ein Märchen für alle, deren Seelen Rosen ohne Dornen sind = Зеркальные чары. Сказка для тех, чья душа похожа на розу без шипов (2016) – превод на немски език
- Греческий дух латинской буквы. Книга лирики (2017)
- Antike Gedichte / Aus dem Russischen Nachdichtung von Wendelin Mangold (2017)
- Vers libres der Liebe / Aus dem Russischen Nachdichtung von Wendelin Mangold (2019)

### Документалистика
- Жанр отрывка в русской поэзии первой трети XIX века (2001)
- Жанр отрывка: структура и содержание. Учебно-методическое пособие (2004)
- Жанровые процессы в поэзии российских немцев второй половины XX – начала XXI вв (2007)
- Жанр и этническая картина мира в поэзии российских немцев второй половины XX – начала XXI вв (2009)
- Неизвестные жанры „золотого века“ русской поэзии. Романтический отрывок (2014)